# Паланки
Паланки (укр. Паланки) — село в Ивано-Франковской поселковой общине Яворовского района Львовской области Украины.
Население по переписи 2001 года составляло 278 человек. Занимает площадь 0,141 км². Почтовый индекс — 81086. Телефонный код — 3259.